# アジリン
アジリン(Azirine)は、窒素原子を含む不飽和の三員環複素環式化合物である。アジリジンの不飽和アナログである。反応性が高いが、天然のものはジシダリジン等、少数だけが報告されている。二重結合の位置によって、1H-アジリンと2H-アジリンの2種類の異性体が存在する。2H-アジリンは、歪んだイミンと見なすこともでき、単離可能である。

## 合成
2H-アジリンは、アジ化ビニルの熱分解によって得られる。この反応の中間体として、ニトレンが形成される。また、アジリジンの酸化によっても得ることができる。

## 反応
アジリンの光分解(300 nm以下)は、ニトリルイリドを生成する非常に効率の良い方法である。このニトリルイリドは、1,3-双極子であり、様々な求双極子によって捉えられ、ピロリン等の複素環式化合物を生成する。
歪んだ環は、環開化反応も受け、求核剤または求電子剤として働く。
アジリンは、ネバー転位の中間体となる。